# Elecciones a la Asamblea de Extremadura de 1991
Las elecciones a la Asamblea de Extremadura de 1991 se celebraron el 26 de mayo. Se eligieron los 65 diputados de la iii legislatura del parlamento autonómico regional.

## Sistema electoral
El método para elegir a los parlamentarios consistió en un sistema de representación proporcional mediante voto a listas cerradas en dos circunscripciones plurinominales—Badajoz (35 escaños) y Cáceres (30 escaños)— correspondientes a las dos provincias de la comunidad autónoma.

## Candidaturas y resultados
| Nombre de la candidatura                   | Badajoz | Badajoz | Badajoz                | Badajoz                | Cáceres | Cáceres | Cáceres                | Cáceres                | Total Votos | %                               | Esc.                            |
| Nombre de la candidatura                   | Lista | Votos   | %                      | Esc.                   | Lista | Votos   | %                      | Esc.                   | Total Votos | %                               | Esc.                            |
| ------------------------------------------ | --- | ------- | ---------------------- | ---------------------- | --- | ------- | ---------------------- | ---------------------- | ----------- | ------------------------------- | ------------------------------- |
| Partido Socialista Obrero Español          | 1. Juan Carlos Rodríguez Ibarra (E) 2. Ramón Ropero Mancera (E) 3. Eugenio Álvarez Gómez (E) 4. Francisco Amarillo Doblado (E) 5. Matías Martínez-Pereda Rodríguez (E) 6. Vicente Herrera Silva (E) 7. Francisco Carlos España Fuentes (E) 8. Juan Manuel Romera Fernández (E) 9. Manuela Frutos Gama (E) 10. Manuel Calzado Galván (E) 11. Santiago Díaz Muñoz (E) 12. Mercedes Amado Albano (E) 13. Francisco Macías Martín (E) 14. Mª Dolores Sánchez Díaz (E) 15. Fernando Caballero Fernández (E) 16. José Muñoz Núñez (E) 17. Federico Ruiz Sánchez (E) 18. José Antonio Trinidad Galán (E) 19. Josefina Adoración Llinares Nicolau (E) 20. Antonio Risco Rodríguez (E) 21. José Martín Martín (E) 22. Filomena Bazaga Agudo 23. José Vera Madrid 24. Margarita Pérez Egea 25. Cayetano Ibarra Barroso 26. Margarita Casquero Jaén 27. Manuel Matamoros Sequedo 28. Anselmo Jesús Cámara Durán 29. Emilio Martín García 30. Bautista Murillo Gutiérrez 31. Calixta Mansilla Calderón 32. Francisco Salazar Gil 33. Antonio Indiano Barragán 34. Ángeles Rubio Morales 35. Ignacio Muñoz Maesso Suplentes: Rafael Santiago Carballo López José Calvo Cordón Gregorio Ramírez Gordillo | 196 747 | 56,29                  | 21                     | 1. Federico Suárez Hurtado 2. Antonio Vázquez López 3. María Jesús López Herrero 4. Jaime Naranjo Gonzalo 5. Jesús Medina Ocaña 6. Emilia María Manzano Pereira 7. Desiderio Guerra Corrales 8. Félix Dillana Izquierdo 9. Antonio Bermejo Redondo 10. César Martín Clemente 11. Francisco Ängel Castañares Morales 12. Anastasia Mª Inmaculada Fernández Ramiro 13. Juan Gómez Cortes 14. José Luis Torres Márquez 15. María Salud Recio Romero 16. Antonio Fernando Fernández Preciados 17. Arsenio Amor González 18. Francisco Torres Gil 19. Antonio Caperote Mayoral 20. Ángel Cepeda Hernández 21. Teófilo Moreno Calle 22. Víctor Jesús González Guerreiro 23. Martín Repilado Morientes 24. Patricio Martín Neila 25. Severo Prieto Merchán 26. Mª Dolores Ollero Vivas 27. Gervasio Martín Gómez 28. José Campos García 29. Mª Begoña González Cambero 30. Francisco Moreno Duque | 117 637 | 50,93                  | 18                     | 314 384     | 54,16                           | 39                              |
| Partido Popular                            | 1. Jesús Vicente Sánchez Cuadrado 2. Francisco Luna Ortiz 3. Gerardo Galán Marrupe 4. José Vázquez Álvarez 5. Mariano Gallego Barrero 6. Inocente Mayoral Sánchez 7. Pedro Acedo Penco 8. Manuel Jesús Morán Rosado 9. Manuel Torres Jiménez 10. Manuel Meléndez Martínez 11. Fernando Baselga Laucirica 12. Antonio Mirando Trenado 13. Francisco García Hermoso 14. María José Cabanillas Ruiz 15. Armando ÁLvarez Martínez 16. Benilde Concepción Teresa Álvarez Córdoba 17. Rufino García-Bermejo Serrano 18. Miguel del Pozo Hinojosa 19. M! del Carmen Montero Durán 20. Antonio Guerrero Guerrero 21. Juliana Malmagro Calderón 22. Auerlio Carretero Talavera 23. Josefa Francisca Gómez-Coronado Gómez 24. Antonio Galván Porras 25. Manuel Sánchez Agudo 26. Mª Isabel de la Iglesia Cánovas 27. Joaquín Manchón Gómez 28. Gabriel Dávila García 29. José Antonio Belmonte Méndez 30. Genma Solís Iglesias 31. Pablo Villanueva Fabián 32. Mateos Silos Milanes 33. Manuel Pilero Lemus 34. Inés Cotano Fernández 35. Domingo José Hidalgo Rodríguez Suplentes: Pedro Serrano Pascual Antonio Carrasco Campos Santiago Murillo Rico                                              | 87 844  | 25,13                  | 9                      | 1. Francisco del Pino Álvarez 2. Eugenio Hornero Álvarez 3. Bibiano Jarones Ventura 4. Rodolfo Orantos Martín 5. María del Carmen de la Montaña Franco 6. Agustín Pájaro Merino 7. Agustín Gilete Tapia 8. Daniel Guisado González 9. Antonio González de Bulnes Pablos 10. Laureano León Rodríguez 11. Carlos Lejárraga Cano 12. Andres Velayos Rodríguez 13. Liberato Carretero Fernández 14. Fermín Vicente Palacios 15. Valentín Cantero Mangas 16. Mª del Carmen Acero Arroyo 17. Severiano Corrales Granado 18. Mª Elena Redondo Mena 19. Javier José Clemente Santos 20. José Luis Franco Bachiller 21. Jerónimo Martín Buezas 22. Manuel Arévalo González 23. Mª Isabel Fernández Galán 24. Pedro Díaz Polo 25. Adoración Solís Fernández 26. Diego Sánchez Duque 27. Carmen Sánchez Jiménez 28. Rosalina Agudo Tirado 29. Ángel Durán Mellado 30. Carlos Javier Floriano Corrales Suplentes Miguel Cruz Sagredo Amador Álvarez Álvarez Félix Heras Ruiz Jesús Vicente Luis Ayuso Francisco Núñez Martínez | 67 641  | 29,28                  | 10                     | 155 485     | 26,78                           | 19                              |
| Coalición Izquierda Unida                  | 1. Manuel Parejo González (E) 2. Alejandro Nogales Hernández (E) 3. María Yolanda Hernández Domínguez (E) 4. Manuel Cañada Porras 5. María Teresa Rejas Rodríguez 6. Moisés Cayetano Rosado 7. María del Pilar Mimbrero Mota 8. Alberto Asuar Ramínrez 9. Juan Manuel Robles Ramallo 10. Eulalia María Caricol Sabariego 11. Antonio Cortés Rodríguez 12. Antonio Santiago Crespo 13. Pedro Eduardo Borondo González 14. María del Pilar Castilla Bueno 15. Alonso Rodríguez Gómez 16. Juan Carlos Molano Gragera 17. Ceferino Muñoz Sayago 18. Joaquín Vega Romero 19. Francisca Díaz Cangas 20. Pablo Muñoz Durán 21. María del Carmen Pedrero Ruiz 22. Manuel paredes Rebolledo 23. María Josega Gajardo Barrena 24. Mariano Escobar Muñoz 25. Natividad Corbacho Márquez 26. Joaquina Blázquez Calvo 27. Marcelino Montero Valencia 28. Eusebio Mata Galán 29. César Cuéllar Rodríguez 30. José María López Blanco 31. Manuel Reyes Valencia 32. Rogelio Barrero Jara 33. Celestino Camacho Castaño 34. Cristóbal Guerrero Alonso 35. José Moreno Rodríguez Suplentes: Pedro Escobar Muñoz Juan María Romero Romero Eusebio Romero Gallego                                             | 30 278  | 8,66                   | 3                      | 1. Martín Alfonso Polo (E) | 11 012  | 4,77                   | 1                      | 41 290      | 7,11                            | 4                               |
| Centro Democrático y Social                | 1. Tomás Martín Tamayo (E) 2. Juan José Sierra Moreno (E) | 20 698  | 5,92                   | 2                      | 1. Macario Herrera Muñoz (E) | 12 593  | 5,45                   | 1                      | 33 291      | 5,73                            | 3                               |
| Extremadura Unida                          | | 4115    | 1,18                   | 0                      | | 10 388  | 4,50                   | 0                      | 14 503      | 2,50                            | 0                               |
| Partido Regionalista Extremeño             | | 1644    | 0,47                   | 0                      | | 7016    | 3,04                   | 0                      | 8660        | 1,49                            | 0                               |
| Los Verdes                                 | | 3590    | 1,03                   | 0                      | | 2421    | 1,05                   | 0                      | 6011        | 1,04                            | 0                               |
| Partido Comunista de los Pueblos de España | | 1912    | 0,55                   | 0                      | | 467     | 0,20                   | 0                      | 2379        | 0,41                            | 0                               |
| Votos en blanco                            | Votos en blanco | 2696    | 0,77                   | n/a                    | | 1812    | 0,78                   | n/a                    | 4508        | 0,78                            | n/a                             |
| Votos válidos                              | Votos válidos | 349 524 | 100,00                 | 35                     | 230 987 | 230 987 | 100,00                 | 30                     | 580 511     | 100,00                          | 65                              |
| Votos nulos                                | Votos nulos | 2507    | Participación: 70,67 % | Participación: 70,67 % | 1360 | 1360    | Participación: 71.10 % | Participación: 71.10 % | 3867        | Participación: \| \| 70.85 % \| | Participación: \| \| 70.85 % \| |
| Votantes                                   | Votantes | 352 031 | Participación: 70,67 % | Participación: 70,67 % | 232 347 | 232 347 | Participación: 71.10 % | Participación: 71.10 % | 584 378     | Participación: \| \| 70.85 % \| | Participación: \| \| 70.85 % \| |
| Electores                                  | Electores | 498 090 | Participación: 70,67 % | Participación: 70,67 % | 326 776 | 326 776 | Participación: 71.10 % | Participación: 71.10 % | 824 866     | Participación: \| \| 70.85 % \| | Participación: \| \| 70.85 % \| |
|                                            | 70.85 % |         |                        |                        | |         |                        |                        |             |                                 |                                 |

## Investidura del presidente de la Junta de Extremadura
Juan Carlos Rodríguez Ibarra, cabeza de lista por Badajoz del Partido Socialista Obrero Español (candidatura que obtuvo la mayoría absoluta de diputados) y presidente saliente de la Junta de Extremadura, resultó investido nuevamente presidente de la comunidad autónoma.
| Candidato                                          | Fecha                                                  | Voto       |    |    |   |  | Total |
| -------------------------------------------------- | ------------------------------------------------------ | ---------- | -- | -- | - |  | ----- |
| Juan Carlos Rodríguez Ibarra (PSOE)                | 2 de julio de 1991 Mayoría requerida: Absoluta (33/65) | Sí         | 39 |    |   |  | 39/65 |
| Juan Carlos Rodríguez Ibarra (PSOE)                | 2 de julio de 1991 Mayoría requerida: Absoluta (33/65) | No         |    | 19 | 4 |  | 23/65 |
| Juan Carlos Rodríguez Ibarra (PSOE)                | 2 de julio de 1991 Mayoría requerida: Absoluta (33/65) | Abstención |    |    |   |  | 0/65  |
| Faltaron a la votación los tres diputados del CDS. |                                                        |            |    |    |   |  |       |